# Серве, Адриан Франсуа
Адриан Франсуа Серве (фр. Adrien-François Servais; 6 июня 1807, Халле, Халле-Вилворде[…] — 26 ноября 1866, Villa Servais, Халле-Вилворде) — бельгийский виолончелист, композитор и музыкальный педагог; получил прозвище «Паганини виолончели». Его композиции до сих пор изучают, исполняют и записывают по всему миру.

## Биография
Франсуа Серве родился 6 июня 1807 года в деревне Халле недалеко от Брюсселя, на территории, входившей в это время в состав Наполеоновской Франции. Отец музыканта, деревенский сапожник, играл на скрипке и пел в местной церкви. Юный Франсуа мечтал стать портным, но одновременно учился игре на скрипке у отца. Успехи мальчика были замечены местным меценатом, благодаря которому музыкальное образование десятилетнего Серве продолжилось под руководством Корнеля ван дер Планкена. Затем Серве некоторое время учился играть на кларнете и наконец, услышав игру Николя Жозефа Плателя, окончательно выбрал для себя виолончель, поступив в класс Плателя в Брюссельской консерватории.
Избрав местом своего концертного дебюта, по совету Франсуа Жозефа Фети, Париж и достигнув блестящего успеха, Серве предпринял в течение ряда лет (1834—1848) обширные концертные турне по Англии, Скандинавии, Германии, Российской империи и другим странам, и получил прозвище «Паганини виолончели».
Адриан Франсуа Серве открыл новые эффекты в технике своего инструмента и внёс в игру на виолончели скрипичный характер исполнения в смысле свободы передачи.
С 1848 года Серве стал профессором игры на виолончели в альма-матер, где проявил себя превосходным педагогом и имел до конца жизни множество учеников. Он состоял также солистом бельгийского короля Леопольда II.
Серве приезжал в Россию в 1839, 1841, 1843 и середине 60-х годов. Во время российских гастролей исполнял сочинения князя Н. Б. Юсупова в доме его вдовы. В 1857 году Юсуповы подарили виолончель, которой пользовался Страдивари, Серве. До этого виртуоз пользовался инструментом, ссуженным ему графом М. Ю. Виельгорским (возможно, это была виолончель Давыдова). После смерти Серве виолончель приобрёл принц де Караман-Шиме. В настоящее время антикварный инструмент, известный всему миру как «Виолончель Серве», выставлен в Смитсоновском институте, который разрешает его использование выдающимися музыкантами. В 1992 году Аннер Билсма записал на нём баховские «Сюиты для виолончели».
Из композиций Серве изданы: 3 концерта и 16 фантазий для виолончели с оркестром, а также несколько каприсов для виолончели с фортепьяно, дуо на оперные мотивы для виолончели с фортепьяно (вместе с Жаком Матьё Жозефом Грегуаром) и для скрипки с виолончелью (вместе с Анри Вьётаном и Юбером Леонаром).
Адриан Франсуа Серве умер 26 ноября 1866 года в родном доме.
В 1871 году в Халле музыканту была установлена статуя.
Его младший сын Жозеф пошёл по стопам отца и тоже стал виолончелистом и музыкальным педагогом в Брюссельской консерватории, где учился и сам.